# یواس‌اس وویجر (اس‌پی-۳۶۱)
یواس‌اس وویجر (اس‌پی-۳۶۱) (به انگلیسی: USS Voyager (SP-361)) یک کشتی بود که طول آن ۵۲ فوت (۱۶ متر) بود. این کشتی در سال ۱۹۱۷ ساخته شد.